# Antonio Boto
Antonio Boto García (Madrid, 7 de marzo de 1954 - Madrid, 24 de noviembre de 2021) fue un copiloto de rally, conocido principalmente por haber competido con el bicampeón del mundo Carlos Sainz con el que participó en tres pruebas del campeonato del mundo y tres temporadas en el campeonato de España logrando el título en 1987. Fue director deportivo de Opel España y posteriormente era asiduo en el Campeonato de España de Rally Histórico. Fue copiloto también de Ricardo Muñoz con el que participó en el Rally RACE de España de 1978.

## Trayectoria
Nació en España. En 1978 disputó el Rally RACE de España, fecha puntuable para el Campeonato de Europa y la FIA Cup for rally drivers con Ricardo Muñoz a bordo de un Citroën GS finalizando en la novena plaza. En 1984 comenzó a competir con Carlos Sainz, sustituyendo a Juanjo Lacalle en el asiento de la derecha. Participó en el Campeonato de Castilla ganando las seis pruebas que corrió y en otras pruebas de mayor renombre. La primera prueba del año fue el Rally RACE donde terminó quinto tras Carlo Capone, Antonio Zanini, Beny Fernández y Jimmy McRae, luego corrió el Critérium Guilleries donde tuvo que abandonar cuando iba cuarto por un pinchazo. Disputaron también el Critérium Luis de Baviera en una edición pasada por agua y la General Motors les ofreció correr el Rally Cataluña con un Opel Manta oficial, donde Boto fue sustituido por Jose López Orozco. Tras este resultado Renault le cedió un coche oficial a Sainz para la última cita del año el Rally Valeo donde consiguió la victoria a pesar de correr con el cambio roto.

### Campeonato de España de Rally

#### Temporada 1985

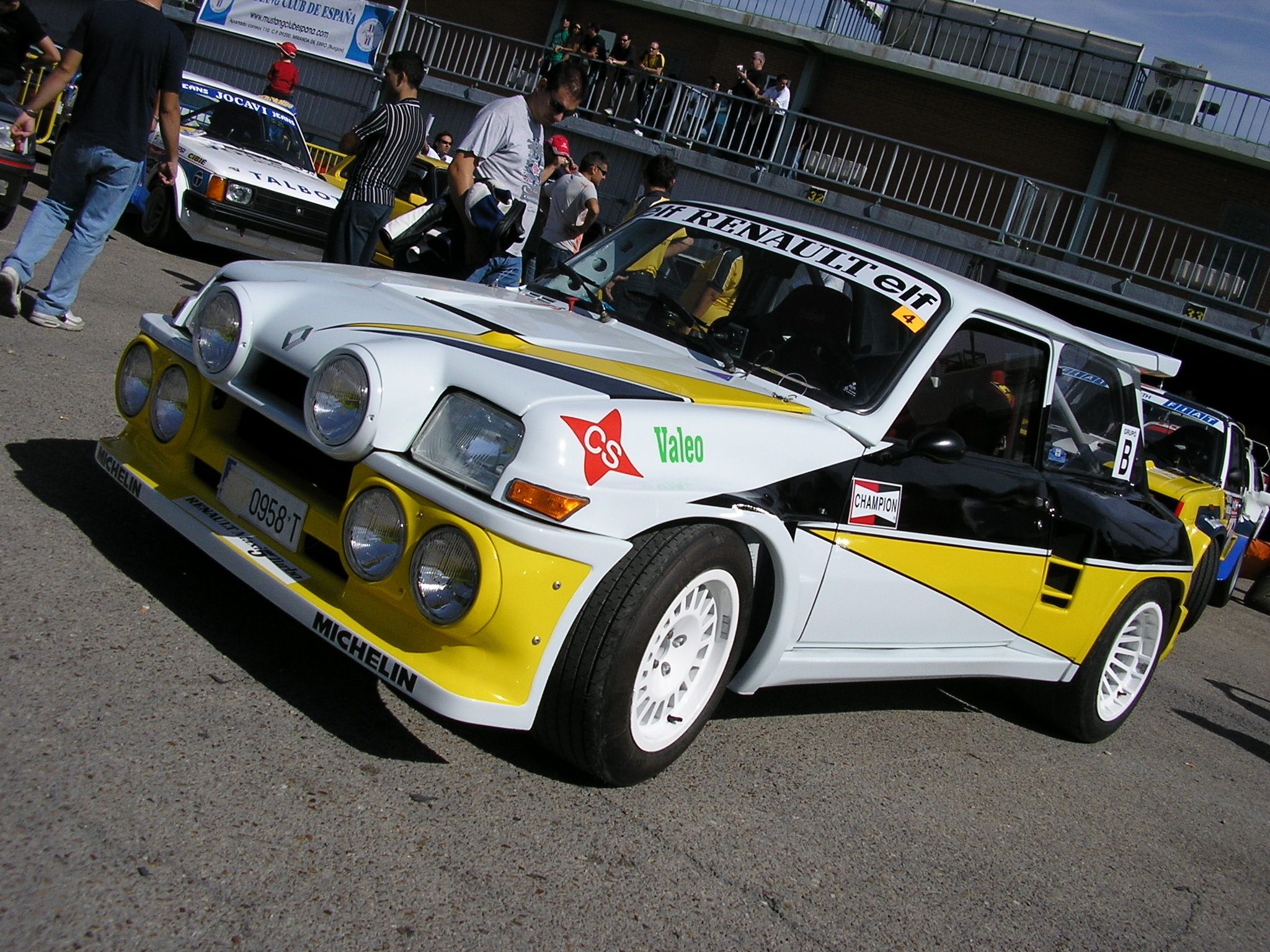
Antonio Boto y Sainz disputaron las temporadas 1985 y 1986 con un Renault 5 Maxi Turbo oficial.

En 1985 Sainz y Boto recibieron una oferta de Opel y otra de Renault para correr como piloto oficial, que al final se decantaron por la firma francesa que le ofrecía un programa más completo. Ese año afrontaron el Campeonato de España de Rally con un Renault 5 Tour de Corse oficial con el que lograrían buenos resultados. La primera prueba que disputaron fue el Rally RACE Costa Blanca que era además puntuable para el Campeonato de Europa donde terminaron en el quinto puesto y por delante de todos los pilotos españoles, a excepción de Salvador Serviá, que había terminado segundo. La siguiente prueba fue el Rally Guilleries donde tuvieron el primero de los muchos enfrentamientos que tendrían a lo largo del año con Serviá. El piloto catalán conocía muy bien el rally por lo que se llevó la victoria y Sainz fue segundo. Igual resultado fue en el Rally Sierra Morena donde Serviá ganó de nuevo y Sainz terminó por detrás. Tras estos intentos, Renault decidió introducir el Renault 5 Maxi Turbo un modelo más potente para poder batir a Serviá, pero justo antes de que esto sucediese Sainz y Boto lograron la primera victoria en el campeonato venciendo en el Rally Vasco Navarro con solo un segundo de ventaja sobre Serviá. Sin embargo, la victoria no fue fácil puesto que un tramo sufrieron un aquaplannig que provocó estragos en el frontal del coche y los mecánicos tuvieron que emplearse a fondo para componerlo de nuevo. La siguiente prueba en disputar fue el Rally Villa de Llanes donde debutaron con el Renault 5 Maxi Turbo y mantuvieron un duelo con Bruno Saby que competía con un Peugeot 205 Turbo 16 oficial, y cuando estaban a solo once segundos del francés se salieron de la carretera y tuvieron que abandonar. Las dos siguientes citas se disputaron en Canarias, donde el equipo decidió volver al R5 Tour de Corse tras el mal resultado con el Maxi Turbo. En esta ocasión tuvieron más suerte y lograron las dos victorias en las islas, primero en el Rally Islas Canarias y después en el Rally El Corte Inglés. Tras los buenos resultados obtenidos Renault decidió hacer debutar a Carlos y a Antonio en el Rally de Madeira, una prueba extranjera que sumaba puntos para el campeonato nacional. Sin embargo la aventura fue corta y tuvieron que abandonar en el primer tramo por un tapón mal cerrado que le hizo perder toda el agua del radiador. Tras el verano, el equipo se trasladó a Asturias para disputar el Rally Príncipe de Asturias donde se jugaban parte del campeonato. En el tramo de La Encrucijada se salieron perdiendo cinco minutos y a pesar de la remontada posterior solo pudieron ser segundos por detrás de Serviá. En la siguiente prueba, el Rally San Froilán la presión fue mayor. El equipo decidió sacar de nuevo el Maxi Turbo, un coche difícil de conducir y que no había completado todavía la puesta a punto y la decisión fue claramente errónea: Sainz salvó varios trompos hasta que en uno de ellos se salió de la carretera. Su abandono concedió a Serviá la victoria y el campeonato de España. La última prueba del año era el Rally Valeo, que Sainz ya conocía, que entraba por primera vez en el calendario nacional. De nuevo un pinchazo le impidió a Carlos y a Boto llevarse la victoria, pero consiguieron terminar terceros y hacerse con el subcampeonato.

#### Temporada 1986
En 1986 Sainz y Boto afrontaron de nuevo el Campeonato de España de rallies como piloto oficial de Renault. Ese año trabajaron duro durante la pretemporada para evolucionar el R5 Maxi Turbo. En la primera carrera del año, el Costa Brava, donde la nieve hizo acto de presencia, Sainz se lució con el Maxi Turbo y terminó segundo por detrás del Lancia Delta S4 de Fabrizio Tabaton pero por delante de Serviá lo que lo situaba primeros en el campeonato de España. La segunda cita era el Rally RACE Costa Blanca, donde de nuevo Sainz y Boto se enfrentaron a Tabaton, pero se retiraron por una avería en el motor. A su abandono se sumó el de Tabaton, que dejó vía libre a Serviá para hacerse con la victoria. A continuación el equipo hizo las maletas y se marcharon a Francia para disputar el Rally Garrigues, una prueba que sumaba puntos para el campeonato nacional, invitados por Renault Francia. Allí Sainz se impuso ante el piloto local François Chatriot, liderando la carrera hasta que tuvo que abandonar por una rotura en el cambio. De vuelta en España se disputó el Rally Sierra Morena con un Maxi Turbo montado enteramente en suelo español y donde lograron la victoria frente al Ford RS 200 de Antonio Zanini que contaba con tracción a las cuatro ruedas, frente al trasera de Sainz. La siguiente prueba era el Rally Villa de Llanes donde Sainz se estrelló con su Maxi Turbo cuando descendía el Fito y tuvieron que abandonar. Por su parte Serviá ganó la prueba y se situó líder del campeonato. Tras la cita asturiana se disputaron las dos pruebas de Canarias, donde Sainz y Boto sumaron un abandono en el Rally Islas Canarias, que Serviá no corrió por falta de presupuesto, y una victoria en el Rally El Corte Inglés. Tras Canarias el equipo se desplazó de nuevo a Madeira, donde la mala suerte les acompañó cuando un pequeño incendio en el motor les obligó a retirarse. Tras el verano, se disputó el Príncipe de Asturias donde venció el italiano Tabaton con su Delta S4 y Sainz logró la segunda plaza que le valía para mantener todavía sus opciones al título. Sin embargo en Lugo, Serviá venció de nuevo, mientras que Carlos y Boto no pudieron terminar por una rotura del turbo. La tercera plaza de Serviá en la siguiente cita, el Cataluña, le bastó para proclamarse campeón de España por segunda vez, con un Sainz segundo que veía como se le escapaba de nuevo el título nacional. La última prueba del año era el Rally Valeo donde lograron la victoria y entonces corrió el rumor de que el equipo podría desplazarse hasta Estados Unidos para disputar el Rally Olympus que le podría dar los puntos necesarios para ganar el campeonato, pero Renault desestimó tal posibilidad por su alto coste económico. Sin embargo para contentarlos la marca les dejó correr dos rallies del campeonato de tierra: el Rally de Pals, donde terminaron segundos por detrás de José María Serviá (hermano de Salvador) y primeros en el Rally de Madrid, que supuso una buena despedida con la marca, puesto que para 1987 ficharían por Ford.

### Temporada 1987

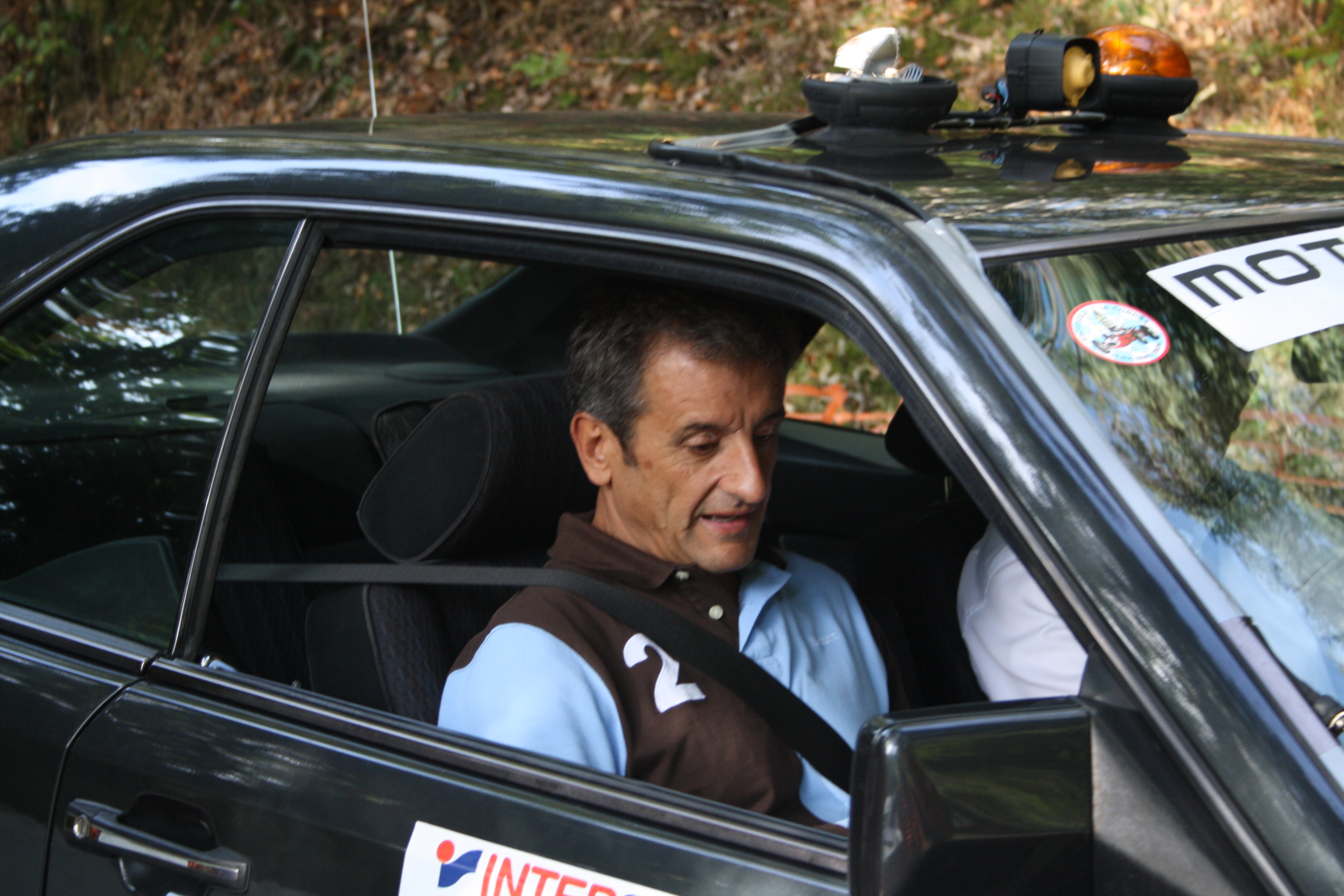
Luis Moya fue el copiloto elegido para sustituir a Boto en 1987.

En 1987 tras la prohibición de los grupo B el año anterior, Sainz y Boto tuvo que decidir entre la continuidad con Renault que le ofrecía disputar la temporada con el nuevo Renault 11 Turbo y la oferta de Ford que le ofrecía competir con el Ford Sierra Cosworth además de garantizarle participaciones en el mundial. Firmaron con la marca del óvalo y ya en el mes de enero, Boto y Sainz asistieron al Rally de Montecarlo junto a Carmelo Ezpeleta, Juan Celada y Juanjo Lacalle para presenciar la participación de Ford en el mundial y observar de cerca el Ford Sierra de Karl Grundel, modelo similar al que utilizarían ese año. La temporada comenzó en el Rally Costa Brava donde tuvieron que abandonar tras sufrir varios problemas. En uno de los tramos los ouvrier se equivocaron y montaron neumáticos de clavos, que les hizo perder minuto y medio. A pesar de ello, remontaron y sacaron cuatro minutos a Serviá, que ese año corría con un Volkswagen Golf oficial, pero después se encontraron con un coche de la Guardia Civil y otro de la organización y a ello se sumó la rotura del grupo cónico lo que dio finalmente en el abandono. La segunda cita del año, Boto y Sainz debutaron en el mundial: en el Rally de Portugal. La carrera no pudo comenzar mejor al marcar el mejor tiempo en el primer tramo que se disputaba en el circuito de Estoril. Lograrían otro scratch en el sexto tramo (Prestimo) pero tuvieron que abandonar en el octavo tras la rotura del turbo, cuando iban terceros de la general. La tercera cita del año era el Rally Playa de Aro en el que Sainz y Boto de nuevo sumaron otro abandono. En la víspera de la carrera sufrieron un golpe con el coche del piloto Jesús Saiz que dejó maltrecho el Sierra, por lo que tuvieron que echar mano del muleto pero no aguantó y en el primer tramo quemó la junta de la culata. La siguiente carrera era el Rally de Sierra Morena al que no acudieron puesto que coincidía con los entrenamientos del Rally de Córcega En Francia tras una serie de contratiempos: roturas, pérdidas de aceite, etc., lograron terminar en séptima posición y sumar así los primeros puntos en el campeonato mundialista. En el Rally Cajalicante lograron la primera victoria del año y se impusieron sobre Serviá que ese año volvería a ser su gran rival. Repetirían hazaña al imponerse en un mojado Rally de Llanes y en las dos citas canarias (Corte Inglés e Islas Canarias) donde vencieron frente a un José María Ponce que se mostró el rival más serio. Tras el verano siguió su racha de victorias con el triunfo en el Rally Príncipe de Asturias y en el Rally San Froilán y en el Rally Cataluña Bassas necesitaba la victoria para mantener vivas sus opciones al título pero a pesar del abandono de Sainz, la victoria fue para Dario Cerrato, resultado que le valía a Carlos y a Boto para proclamarse campeones de España. En el último rally del año, el Valeo, logró la séptima victoria del año, donde se disputaron algunos tramos de tierra que valieron al equipo para hacer pruebas de cara al Rally de Gran Bretaña, la última cita del año. Los entrenamientos de este, coincidían con el Rally Valeo, por lo que no pudieron acudir y una de las soluciones fue grabar los tramos en vídeo. A pesar de ello Sainz y Boto terminaron en la octava posición marcando tiempos cercanos a los de Stig Blomqvist que terminó segundo con un Ford Sierra oficial.
En Inglaterra, Boto comunicó a Sainz que dejaría de ser su copiloto y pasaría a ser director deportivo de Opel España, aunque antes de su retirada disputaron el Rally de Tierra de Madrid con un Ford RS200 donde lograron la victoria. En el mes de diciembre, Sainz sustituyó a Boto por Luis Moya.

### Últimos años

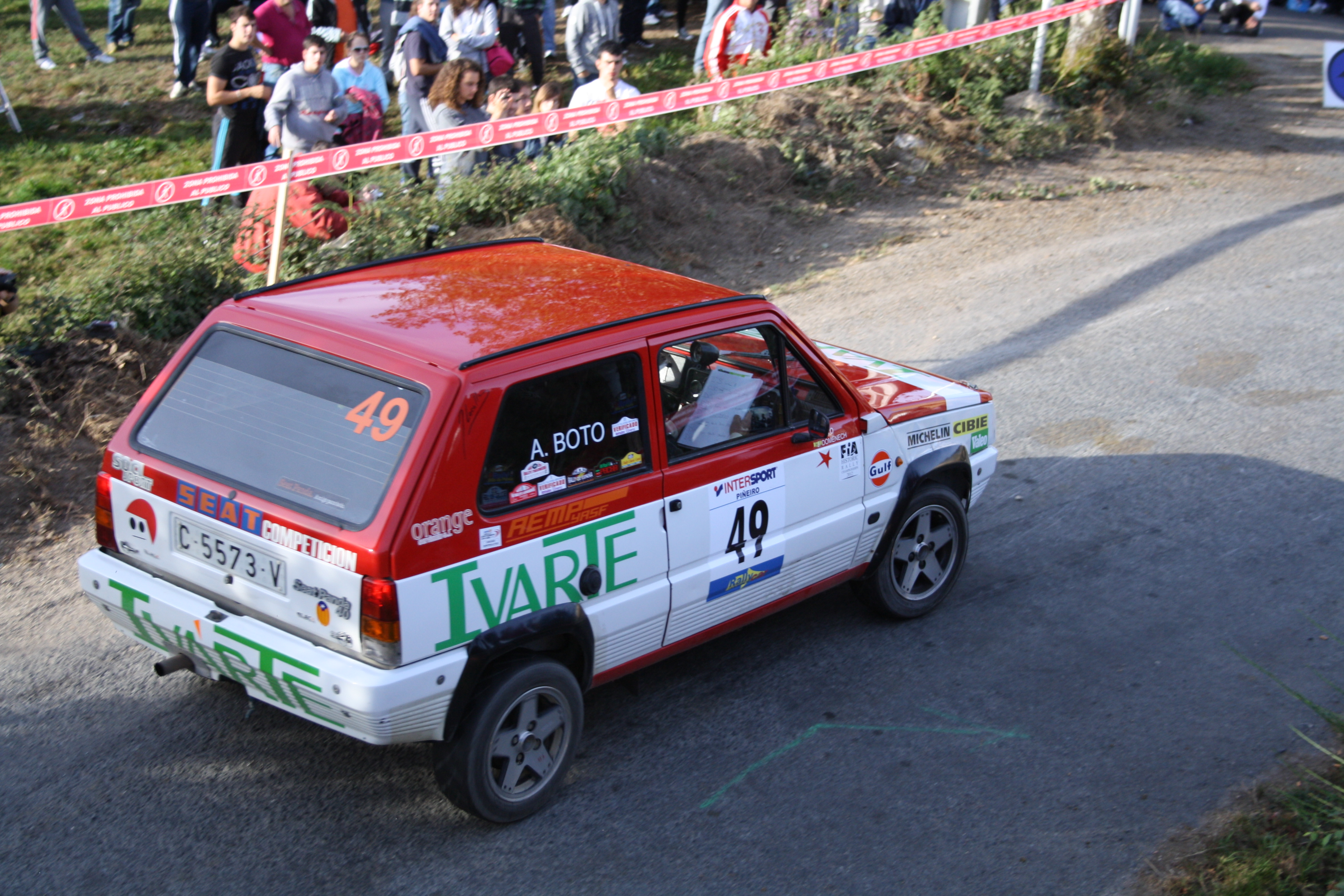
Boto en 2012 con el SEAT Panda.

Al final de su carrera compitió asiduamente en el Campeonato de España de Históricos a bordo de un SEAT Panda junto al piloto Joaquín Domenech.

## Palmarés

### Resultados Campeonato de España de Rally
| Año  | Piloto               | Vehículo                | 1       | 2       | 3     | 4       | 5       | 6     | 7     | 8       | 9       | 10    | Posición | Puntos |
| ---- | -------------------- | ----------------------- | ------- | ------- | ----- | ------- | ------- | ----- | ----- | ------- | ------- | ----- | -------- | ------ |
| 1985 | Carlos Sainz Renault | Renault 5 Tour de Corse | RCB 5   | GGU 2   | SMO 2 | VNA 1   |         | COI 1 | CSC 1 | PRA 2   |         |       | 2º       | 1449   |
| 1985 | Carlos Sainz Renault | Renault 5 Maxi Turbo    |         |         |       |         | VLL Ret |       |       |         | SFR Ret | VAL 3 | 2º       | 1449   |
| 1986 | Carlos Sainz Renault | Renault 5 Maxi Turbo    | CBR 2   | RCB Ret | SMO 1 | VLL Ret | ISC Ret | COI 1 | PRA 2 | SFR Ret | CAT 2   | VAL 1 | 2º       | 1286   |
| 1987 | Carlos Sainz Ford    | Ford Sierra RS Cosworth | COB Ret | ARO Ret | CAJ 1 | LLA 1   | ECI 1   | CAN 1 | PRA 1 | SFR 1   | CAT Ret | VAL 1 | 1º       | 1575   |

### Resultados Campeonato Mundial de Rally
| Año  | Piloto                   | Vehículo                | 1       | 2     | 3     | Posición | Puntos |        |
| ---- | ------------------------ | ----------------------- | ------- | ----- | ----- | -------- | ------ | ------ |
| 1987 | Carlos Sainz Ford España | Ford Sierra RS Cosworth | POR Ret | COR 7 | GBR 8 | 35º      | 7      | [ 18 ] |